# Ramón Arias
Ramón Ginés Arias Quinteros (Montevideo, Uruguay, 27 de julio de 1992) es un futbolista uruguayo. Juega de defensa en Tigre  de la Primera División de Argentina.

## Trayectoria
Debutó en primera jugando para Defensor Sporting Club en aquel entonces dirigido por el director técnico interino Manuel Pettinaroli el 27 de febrero de 2011, entró terminando el primer tiempo para jugar contra Wanderers, cuando se terminaba el encuentro, marcó su primer gol en la máxima categoría y ganaron 1 a 0.
Participó de en la Copa Libertadores del 2012, 2013 y 2014 con Defensor. En la última edición lograron el tercer lugar.
Luego de más de 100 partidos con su equipo en Uruguay, emigró a México para continuar su carrera, en el Puebla Fútbol Club a préstamo por 1 año, con opción de compra.
Debutó con su nuevo equipo, el 30 de julio de 2015, en la primera fecha de la Copa México, estuvo presente los 90 minutos contra Celaya y empataron sin goles.
En la Liga MX, su primera aparición se produjo el 19 de octubre, fue titular para enfrentar a Veracruz pero fue expulsado al minuto 60 y perdieron 2 a 1.
El 24 de enero de 2016 ingresó en el segundo tiempo del partido contra Pumas, con el resultado 1 a 0 a favor, pero faltando 5 minutos para finalizar el encuentro, el arquero de su equipo, Cristian Campestrini, fue expulsado, como ya se habían realizado los cambios, ingresó Arias al arco, se lució con una atajada a quemarropa y mantuvo los 3 puntos para Puebla.
Jugó 21 partidos en México, en la temporada 2015/16, Puebla tuvo una temporada irregular y no hicieron opción de la compra por Ramón.
El 8 de junio de 2016 fue fichado por Liga Deportiva Universitaria de Quito, pedido por el técnico uruguayo Álvaro Gutiérrez.
El 9 de enero de 2017 fue fichado por el Club Atlético Peñarol, donde jugó durante una temporada y media. En el club uruguayo fue campeón del Torneo Clausura y el Campeonato Uruguayo de 2017 y de la Supercopa Uruguaya en 2018.
El 29 de junio de 2018 fue fichado por el club saudí Al-Ettifaq, posteriormente militó en San Lorenzo de Almagro de Argentina, y Universidad de Chile, donde en el año 2021 debió enfrentar la peor campaña del equipo desde 1988, y donde fue clave anotando dos goles en los últimos minutos en la victoria 3-2 sobre Unión La Calera; resultado que le permitió a la institución evitar el descenso a Primera B.
En 2022 fue fichado por el Club Atlético Peñarol. Ese mismo año se marchó a Turquía para jugar en el Giresunspor. Con este equipo vivió un descenso de categoría y en julio de 2023 firmó por el Muaither S. C. tras haber sido liberado.
En julio de 2024 es fichado por el Tigre.

## Selección nacional
Arias ha sido parte de la selección de Uruguay en las categorías juveniles sub-17, sub-20 y sub-23.

Integró la Selección de Uruguay que participó del Mundial Sub-17 del 2009. Cayendo en cuartos de final frente a España.
Luego, con la selección de Uruguay participó en el Sudamericano Sub-20 de 2011 logrando un segundo puesto en el hexagonal final, quedando por debajo de Brasil.
Ese mismo año jugó el Mundial Sub-20, quedando eliminados en la primera fase.
Finalmente participó con una selección de Uruguay sub-23 en los Juegos Olímpicos de Londres en el 2012, quedando eliminados en primera fase.

### Participaciones en juveniles
| Competición                            | Sede        | Resultado        | Partidos | Goles |
| -------------------------------------- | ----------- | ---------------- | -------- | ----- |
| Copa Mundial de Fútbol Sub-17 de 2009  | Nigeria     | Cuartos de final | 4        | 0     |
| Campeonato Sudamericano Sub-20 de 2011 | Perú        | Subcampeón       | 5        | 0     |
| Copa Mundial de Fútbol Sub-20 de 2011  | Colombia    | Fase de grupos   | 2        | 0     |
| Juegos Olímpicos de Londres 2012       | Reino Unido | Fase de grupos   | 3        | 0     |

## Clubes
| Club                 | País           | Año           | Partidos | Goles | Promedio |
| -------------------- | -------------- | ------------- | -------- | ----- | -------- |
| Defensor Sporting    | Uruguay        | 2011-2015     | 123      | 6     | 0.05     |
| Club Puebla (cedido) | México         | 2015-2016     | 21       | 0     | 0        |
| Liga de Quito        | Ecuador        | 2016-2017     | 18       | 0     | 0        |
| C. A. Peñarol        | Uruguay        | 2017-2018     | 65       | 3     | 0.05     |
| Al-Ettifaq           | Arabia Saudita | 2018-2019     | 28       | 1     | 0.04     |
| C. A. San Lorenzo    | Argentina      | 2019-2021     | 14       | 0     | 0        |
| Universidad de Chile | Chile          | 2021          | 33       | 3     | 0.09     |
| C. A. Peñarol        | Uruguay        | 2022          | 25       | 0     | 0        |
| Giresunspor          | Turquía        | 2022-2023     | 32       | 0     | 0        |
| Muaither S. C.       | Catar          | 2023-2024     | 15       | 2     |          |
| Total carrera        | Total carrera  | Total carrera | 359      | 13    | 0.04     |

## Palmarés

### Títulos nacionales
| Título                  | Club              | País    | Año  |
| ----------------------- | ----------------- | ------- | ---- |
| Torneo Clausura         | Defensor Sporting | Uruguay | 2012 |
| Torneo Clausura (2)     | Defensor Sporting | Uruguay | 2013 |
| Torneo Clausura (3)     | C. A. Peñarol     | Uruguay | 2017 |
| Campeonato Uruguayo     | C. A. Peñarol     | Uruguay | 2017 |
| Supercopa Uruguaya      | C. A. Peñarol     | Uruguay | 2018 |
| Campeonato Uruguayo (2) | C. A. Peñarol     | Uruguay | 2018 |
| Supercopa Uruguaya (2)  | C. A. Peñarol     | Uruguay | 2022 |